# 레온주

레온 주의 위치

레온주(스페인어: Departamento de León)는 니카라과 서부에 위치한 주로 주도는 레온이며 면적은 5,107km2, 인구는 389,600명(2005년 기준)이다. 마나과호 서반부를 차지하며 서쪽으로는 태평양과 접한다. 10개 지방 자치체를 관할한다.

주기
주 문장